# پرنگ، ماگوئیندانائو
پرنگ، ماگوئیندانائو (به لاتین: Parang, Maguindanao) منطقه‌ای مسکونی در فیلیپین است که در ماگوئیندانائو واقع شده‌است.

## خصوصیات
پرنگ ۸۵۰٫۷۸ کیلومترمربع مساحت دارد.